# Zatoka Berdiańska
Zatoka Berdiańska (ukr. Бердянська затока, Berdianśka zatoka) – zatoka Morza Azowskiego, położona u wybrzeży Ukrainy, pomiędzy mierzejami Obyticzna kosa i Berdianśka kosa. Ma około 60 km szerokości i od 5 do 8 m głębokości. Brzegi zatoki są gliniaste, miejscami z piaskowca, przeważnie strome (o wysokości od 30 do 40 m), rozczłonkowane jarami i wąwozami. Charakterystyczne dla wybrzeża są osuwiska, przez co linia brzegowa stale się zmienia. Dno wschodniej części zatoki pokryte jest grubą warstwą mułu i muszli, natomiast zachodnia część składa się głównie z piasku i muszli. Latem temperatura wody wynosi od 22 do 30 °C, natomiast zimą od –0,3 do 4 °C. Zatoka zamarza zimą (miejscami tworzy się pokrywa lodowa o grubości do 1 m). Latem, przy wysokich temperaturach, w wodzie rozmnażają się szkodliwe sinice. Na wschodnim brzegu zatoki znajduje się przemysłowo-uzdrowiskowe miasto Berdiańsk, duży port nad Morzem Azowskim. Około 30 km na zachód od Berdiańska leży miasto Prymorśk z rozwiniętym kompleksem uzdrowiskowo-rekreacyjnym. Do zatoki uchodzi rzeka Kuca Berdjanka. 22 lipca 1855 roku w zatoce zatonęły 4 rosyjskie parowce podczas wojny krymskiej.